# هانس لين
هانس لين (بالفنلندية: Hans Laine) هو سائق سباق فنلندي، ولد في 25 أبريل 1945، وتوفي في 30 مايو 1970.